# Kner Albert
Kner Albert (Gyoma, 1899. február 19. – Chicago, 1976. augusztus 21.) nyomdász, grafikus.

## Életpályája
Kner Albert – az akkor már sikeres nyomdász – Kner Izidor hatodik gyermekeként született. A családi hagyományok nagyban befolyásolták gyermekkorát. Tehetsége kézügyessége, kreativitása hamar megmutatkozott, ugyanakkor örökölte apja határozottságát és keménységét is.
1915–16-ban Örkényi István grafikusnál, az Iparművészeti Iskola tanáránál tanult grafikát. Frontszolgálata után Gyomán apja nyomdájában tanult, majd a bécsi Graphische Lehr- und Versuchsanstaltban Rudolf Larisch növendéke, 1923-ban a lipcsei Akademie für graphische Künste und Buchgewerbe hallgatója volt Georg Belwe professzornál. Tanulmányai után fametszeteket készített az indiai életbölcsességek gyűjteményéhez a Pancsanatrához, majd a könyv párjához a Török hodzsa tréfáihoz. Mértéktartó jó ízléssel használta fel az indiai és a török motívumkincseket. Kísérleteket folytatott a kiadói kötés megvalósítására. Színes, keményítős papírtáblákat tervezett, a keményítőben oldott festéket fésűs szerszámokkal mintázta. Ő tervezte később a terülődíszítéses Kner-előzékpapírt is. Tehetsége bátyja árnyékában is kibontakozott, de ő még többre vágyott.
1924-ben Budapesten a Globus nyomdában fejezte be tanulmányait. Neve ekkor jelent meg először a Kner-kiadványokon. 1925-ben Temesvárott a Helikon nyomda művészeti vezetője lett. 1926-tól a budapesti Hungária Hírlapnyomda művészeti vezetője, majd cégvezetője volt. Rendszeresen dolgozott a gyomai Kner-nyomdának is. 1927-től a Magyar Grafika c. folyóirat főmunkatársa lett. Alapító tagja volt az 1928-ban létrehozott Magyar Könyv- és Reklámművészek Társaságának. 1934-ben beválasztották a Magyar Nyomdászok Társasága tagjai közé. Az 1930-as években részt vett Orbán Dezső szabadiskolájának, az Atelier-nek a megalapításában, ahol grafikát tanított.
1933-ban vette feleségül Susan Braunt, 1935-ben született András fiuk, majd 1937-ben Anna lányuk. Az 1938-ban elfogadott zsidótörvény miatt, családját féltve az ország elhagyása mellett döntött. Mivel felesége amerikai állampolgár volt, ennek nem volt különösebb akadálya.
1940-ben családjával kivándorolt Chicagóba, ahol 1965-as nyugdíjazásáig a Container Corporation csomagolástechnikai vállalat tervező laboratóriumának vezetője volt. 1973-ban elnyerte a Csomagolás híres emberei kitüntetést. Az 1960-as évektől a Print és a Packaging Design c. New York-i folyóiratok szerkesztőségi tanácsadója volt.